# Северный союз (Япония)

Эмблема Северного союза

Северный союз (яп. 奥羽越列藩同盟 о:уэцу рэппан до:мэй, «союз княжеств Муцу, Дэвы и Этиго») — военно-политический союз анти-императорских княжеств Северной Японии в Гражданской войне 1868—1869 годов. Существовал в июне — октябре 1868 года.

## История

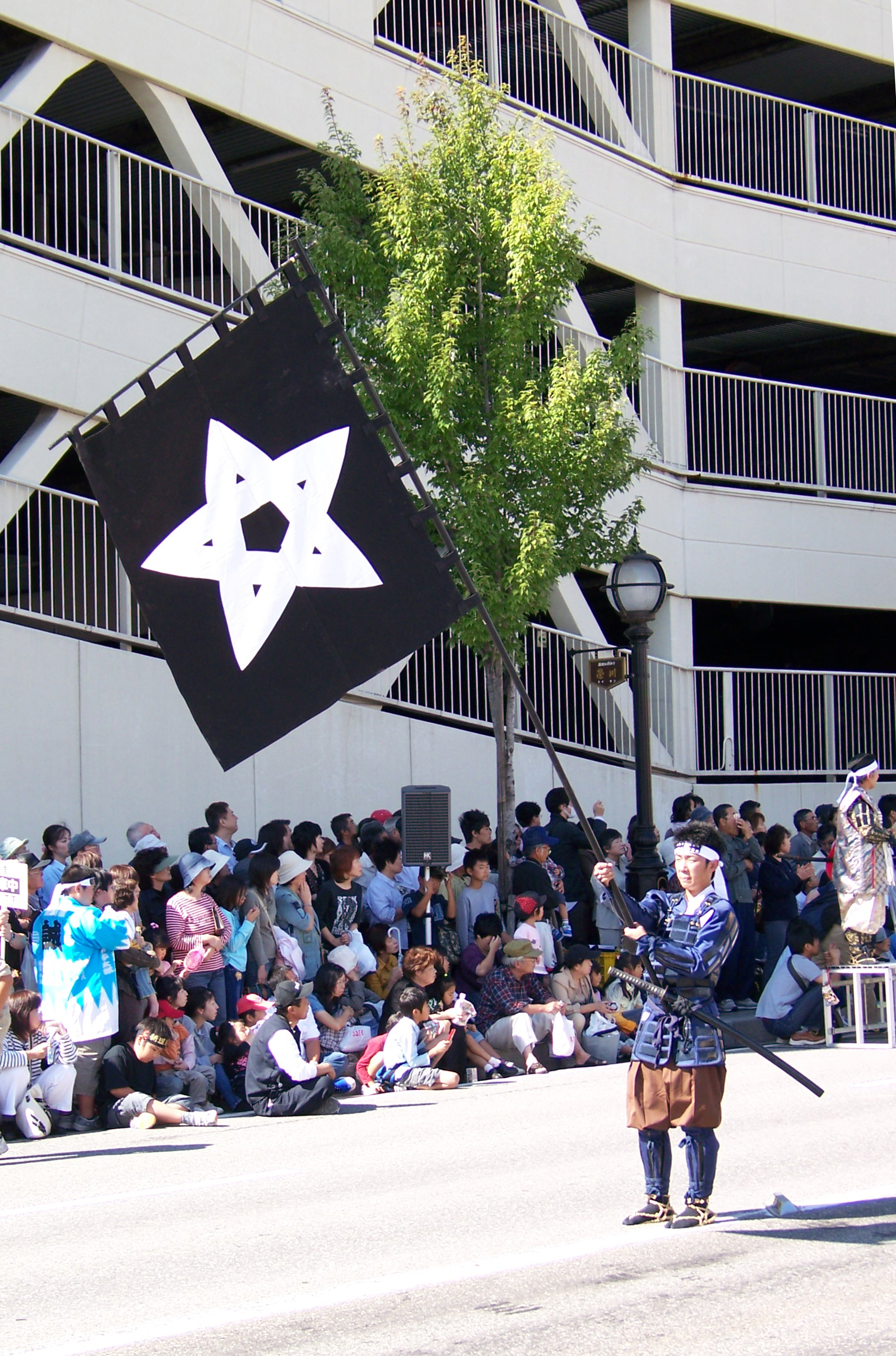
Флаг Северного союза на параде Айдзу в 2006 году

В начале 1868 года в Японии вспыхнула гражданская война между новым Императорским правительством и сторонниками ликвидированного сёгуната Токугава. В марте правительство направило к генерал-губернатору Северной Японии Кудзё Мититикэ двух советников — Ояму Цунаёси из княжества Сацума и Сэру Сюдзо из княжества Тёсю — с приказом начать карательный поход против княжества Айдзу, оплота сторонников бывшего сёгуната. Однако генерал-губернатор и княжества Северного региона проигнорировали приказ, провели совещание в Сироиси и решили помочь Айдзу в борьбе с Императорским правительством.
22 июня 1868 года представители 25 княжеств провинций Муцу и Дэва собрались в Сэндае и заключили военно-политический союз во главе с военной элитой Сэндайского княжества. Позже к нему присоединились 6 княжеств провинции Этиго под руководством княжества Нагаока. Образовался Северный союз, который в японской историографии получил название «союз княжеств Муцу, Дэвы и Этиго». Его совет располагался в Сироиси, а военное ведомство в Фукусиме. Союз открыто выступил против Императорского правительства и принял в свои ряды самурайские отряды, которые потерпели ряд поражений от Императорских войск в Центральной Японии.
В июне союз приобрёл признаки регионального государственного образования, после того как его возглавил принц Китасиракава Ёсихиса, который был в оппозиции к Императорскому правительству. Руководители союза планировали провозгласить принца северо-японским императором, генерал-губернатора — премьер-министром, главу княжества Сэндай Датэ Ёсикуни — временным сёгуном, а главу княжества Айдзу Мацудайру Катамори — вице-сёгуном.
В июне 1868 года Императорские войска покорили регион Канто и начали усмирение Северной Японии. Силы Северного союза не имели единого командования и согласованного плана противодействия правительственным войскам. Из-за этого Императорская армия подчинила северные княжества одно за другим, не встречая значительного организованного сопротивления. Большая часть членов вышла из союза в ходе войны. В ноябре перед правительственными силами капитулировали княжества Сэндай и Айдзу, в связи с чем Северный союз прекратил своё существование.

## Княжества (Ханы) Северного союза
| Княжество (Хан) | Правящий клан | Провинция |
| --------------- | ------------- | --------- |
| Мацумаэ         | Мацумаэ       | Эдзо      |
| Мориока         | Намбу         | Муцу      |
| Нихоммацу       | Нива          | Муцу      |
| Хиросаки        | Цугару        | Муцу      |
| Танагура        | Абэ           | Муцу      |
| Сома            | Сома          | Муцу      |
| Сэндай          | Датэ          | Муцу      |
| Итиносеки       | Тамура        | Муцу      |
| Михару          | Акита         | Муцу      |
| Ивакитайра      | Андо          | Муцу      |
| Фукусима        | Итакура       | Муцу      |
| Морияма         | Мацудайра     | Муцу      |
| Идзуми          | Хонда         | Муцу      |
| Хатинохэ        | Нанбу         | Муцу      |
| Юнагая          | Наито         | Муцу      |
| Миикэ           | Татибана      | Муцу      |
| Акита           | Сатакэ        | Дэва      |
| Ёнэдзава        | Уэсуги        | Дэва      |
| Синдзё          | Тодзава       | Дэва      |
| Ямагата         | Мидзуно       | Дэва      |
| Каминояма       | Мацудайра     | Дэва      |
| Хондзё          | Рокуго        | Дэва      |
| Камэда          | Иваки         | Дэва      |
| Тэндо           | Ода           | Дэва      |
| Ясима           | Икома         | Дэва      |
| Сибата          | Мидзогути     | Этиго     |
| Нагаока         | Макино        | Этиго     |
| Мураками        | Наито         | Этиго     |
| Мурамацу        | Хори          | Этиго     |
| Минэяма         | Кёгоку        | Этиго     |
| Курокава        | Янагисава     | Этиго     |